# Special Force (відеогра, 2003)
Special Force — відеогра-шутер від першої особи, розроблена та опублікована ліванською парамілітарною ісламістською організацією Хезболла у 2003 році, створена на рушії Genesis3D. Дія гри відбувається в 3D-середовищі, в якому гравець бере на себе роль бойовика Хезболли, що бореться з Армією оборони Ізраїлю. Гра заснована на реальних боях, мапи в ній надані військовим крилом Хезболли.
Гра була перекладена арабською, англійською, французькою та перською мовами. Вона розійшлася першим тиражем у 8000 екземплярів протягом тижня в Лівані, Сирії, Ірані, Бахрейні та Об'єднаних Арабських Еміратах на початку 2003 року.
Раніше, у 2000 році Хезболлою була випущена її перша гра «Quds Kid». Після «Special Force» вийшов її сиквел «Special Force 2: Tale of the Truthful Pledge».